# 坡标口岸
22°56′30″N 106°32′1″E / 22.94167°N 106.53361°E
坡标口岸，是越南高平省重庆县的一个边境口岸。与该口岸相接的是中国广西靖西市岳圩镇的岳圩口岸。